# Amazake

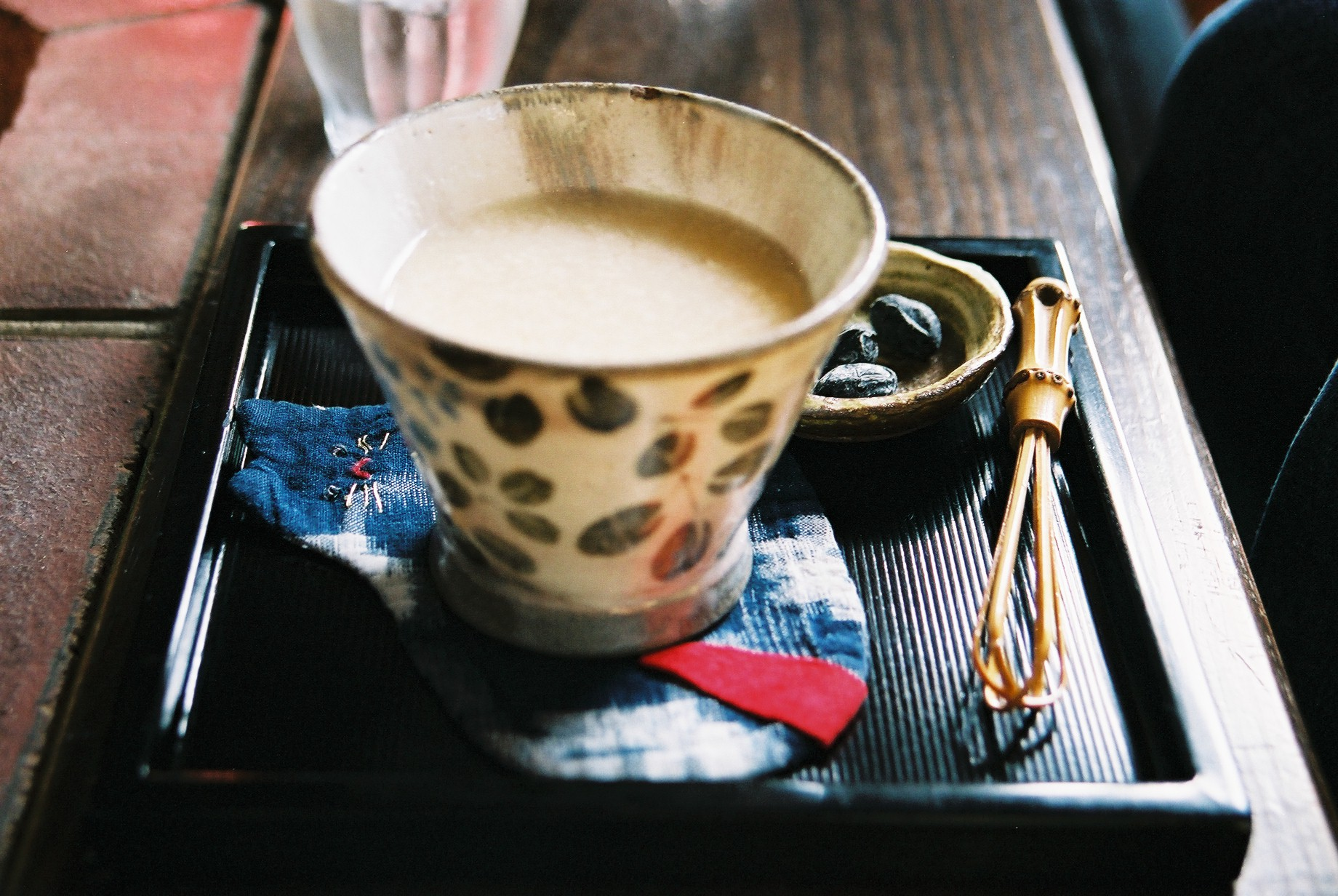
Una taza de amazake.

El amazake (甘酒?  AFI: [ɑmɑzɑkɛ]) es una  bebida japonesa tradicional, dulce y   escasa o ligeramente alcohólica hecha a partir  de arroz fermentado; el cual se suele servir como postre o aperitivo. El amazake se fecha desde el período Kofun, y se menciona en el Nihonshoki. Es parte de la familia de alimentos tradicionales japoneses que en su proceso de preparación está presente una etapa de fermentación producida por el Aspergillus oryzae (麹 kōji?) que entre otros incluye el miso, salsa de soja y el sake. 
La receta básica del amazake es la misma que se ha usado por cientos de años. El hongo kōji se le agrega (a partir de arroz previamente fermentado) al arroz entero cocido que una vez preparado se ha dejado a una temperatura de alrededor de 50 a 60 °C, causando así que no fermente la mezcla (a diferencia del sake), pero que las enzimas provenientes del hongo permanezcan activas y descompongan los carbohidratos en azúcares simples. Mientras la mezcla se incuba, se endulza naturalmente. El proceso es similar a la forma tradicional de preparar jarabe de maltosa a partir de arroz glutinoso usando como iniciador enzimático granos brotados de trigo u otro cereal para realizar la hidrólisis enzimática del almidón, pero a una temperatura más baja que en el caso de la preparación del amazake. 
El amazake además de ser usado generalmente como postre o aperitivo, también se puede usar como substituto de azúcar natural, comida de bebé, aderezo de ensalada o licuado. La bebida tradicional (preparada combinando amazake y agua, dándole un leve hervor, y poniéndole jengibre finamente rallado encima) solía ser vendida en las calles por vendedores ambulantes, y todavía se sirve en casas de té. Los japoneses asocian esta bebida con los puestos callejeros en las ferias y festivales, donde nunca suele faltar un puesto que venda amazake. Además, muchos santuarios sintoístas dan o venden amazake en el Año Nuevo. En el siglo XX, se hizo disponible el amazake en versión instantánea, envasado en lata listo para su consumo.
Se cree que el amazake es muy nutritivo, ya que no tiene aditivos, conservantes, azúcares o sal agregados. Fuera de Japón, suele ser vendido en tiendas naturistas.